# Nychiodes saerdabica
Nychiodes saerdabica är en fjärilsart som beskrevs av Eugen Wehrli 1938. Nychiodes saerdabica ingår i släktet Nychiodes och familjen mätare. Inga underarter finns listade i Catalogue of Life.